# TeleSUR
Telesur (La Nueva Televisora del Sur) – stacja telewizyjna z siedzibą w stolicy Wenezueli, Caracas nadająca całodobowy program informacyjny i dokumentalny w języku hiszpańskim i kilka razy dziennie w portugalskim, mająca profil polityczny lewicowy i skierowana do ludności Ameryki Łacińskiej. Telewizja dostępna jest w odbiorze satelitarnym Free-to-air na terenie obu Ameryk, Europie Zachodniej i w Afryce Północnej. Można ją również oglądać na całym świecie dzięki stronie internetowej.

Kraje sponsorujące TeleSUR

Telewizja powstała w celu wspierania procesu integracji krajów Ameryki Łacińskiej oraz Karaibów. Telesur w założeniu ma promować także demokrację partycypacyjną i wzmocnienie wielobiegunowości świata oraz sprawiedliwość społeczną. Stacja deklaruje się jako alternatywa informacyjna dla obecnych w regionie podmiotów telewizyjnych takich jak CNN. W ofercie Telesur są m.in. reportaże, filmy dokumentalne, analizy i programy opiniotwórcze produkowane w różnych państwach Ameryki Łacińskiej. Kanał wspierają m.in.: Argentyna, Boliwia, Kuba, Ekwador i Nikaragua.